# Can't Buy Me Love
«Can't Buy Me Love» — (укр. Любов не можна купити) — пісня англійського рок-гурту «The Beatles», написана Полом Маккартні. Пісня була випущена в форматі синглу з «Б»-стороною — «You Can't Do That» і прозвучала в першому музичному фільмі за участі музикантів — «Вечір важкого дня» (англ. A Hard Day's Night). У фільмі вона виступає в ролі своєрідної музичної заставки до декількох епізодів.
Пісня була поміщена на 289-е місце в списку 500 найкращих пісень усіх часів за версією журналу «Rolling Stone».
- фрагмент пісніⓘ

## Інтерпретація
В інтерв'ю 1966 року американським журналістам, які просили Маккартні розповісти про «справжнє» значення пісні, музикант сказав:

| «Особисто я вважаю, що будь-яку річ можна пояснити як завгодно, але коли я чую припущення, що в пісні "Can't Buy Me Love" йдеться про повію, я не витримую. Це вже занадто»[1] |
За словами музиканта, ідея даної композиції полягала в переконанні слухачів в тому, що матеріальне становище справді цінне, однак і воно не може купити те, що для людини є дійсно важливим. Однак, в більш пізніх інтерв'ю, музикант зробив неочікувану заяву про пісню, сказавши: «Пісня повинна була називатися „Can Buy Me Love“ (укр. Любов можна купити), коли я роздумував над привілеями, які принесли мені слава і гроші».
Цікавим є те, що один з рядків пісні «Гроші мене не дуже цікавлять, за гроші любов не купиш» (англ. «I don't care too much for money, for money can't buy me love») суперечить раннішому запису групи — пісні «Money (That's What I Want)» (укр. Гроші (Це все, що я хочу)).

## Про пісню
Композиція створена Полом Маккартні за участі Джона Леннона і вперше була записана в студії «Pathé Marconi Studios» в Парижі 29 січня 1964 року, де The Beatles впродовж 18 днів давали свої концерти в концертному залі «Олімпія».
Однак остаточну версію було допрацьовано вже в Лондонській студії звукозапису Abbey Road тільки 25 лютого і випущено 20 березня синглом під назвою «Can't Buy Me Love»/«You Can't Do That»

Пісня «Can't Buy Me Love» три тижні (з 2 по 22 квітня) посідала перші місця в британському хіт-параді і п'ять тижнів (з 4 квітня по 8 травня) в чартах США. В цей час філіал студії EMI в Західній Німеччині, Odeon, наполягали на тому, що The Beatles не зможуть продавати свої записи в значній кількості на території Німеччини, якщо пісні на цих записах не будуть виконані німецькою мовою, і The Beatles були змушені погодитись на повторну сесію звукозапису. Музиканти перезаписали пісні «She Loves You» (укр. Вона тебе кохає) і «I Want to Hold Your Hand» (укр. Я хочу тримати тебе за руку). Німецькою мовою пісні стали називатись «Sie Liebt Dich» і «Komm, Gib Mir Deine Hand» відповідно. На вимогу EMI пісня «Sie Liebt Dich» (She Loves You) мала бути перезаписаною. EMI направили в лондонську студію перекладача, який мав бути присутній під час сесії звукозапису. Завершення сесій в межах виділеного студією часу дало гурту можливість зробити записи бек-треку до недавно створеної пісні «Can't Buy Me Love». Заключний вокал Маккартні було дубльовано в лондонській студії «Abbey Road» 25 лютого
.
Під час перезапису пісні було змінено сольне виконання на гітарі Джорджа Гаррісона, однак його можна почути на задньому плані запису. Сам музикант розповідав:

| «Пам'ятаю, ми записали не тільки дві пісні німецькою, але і пісню „Can’t Buy Me Love“. Ми забрали плівки з собою в Англію, щоб ще попрацювати над ними. Одного разу я читав статтю, в якій хтось намагався розкритикувати „Can’t Buy Me Love“, розмірковуючи про мій гітарний дабл-трек, який ніби-то вийшов невдало, оскільки одна з доріжок звучить голосніше. А насправді сталось от що: перший запис ми зробили в Парижі, а другий — в Англії. Очевидно, на студії потім намагалися зробити дабл-трекінг[en], але в ті дні існувало лише дві доріжки, тому голосніше звучить версія, записана в Лондоні, а крізь неї чується друга, тихіша"[9]. |
«Can't Buy Me Love» є єдиним англомовним треком The Beatles, запис якого зроблено не в британській студій, а за кордоном. Однак, слід зауважити, що інструментальну частину «Б»-сторони другого синглу The Beatles — «The Inner Light» було записано в Індії під час музичних сесій з індійськими музикантами.

## Склад
- Джон Леннон — акустична ритм-гітара
- Пол Маккартні — вокал (дабл-трек), бас-гітара
- Джордж Харрісон — гітара
- Рінго Старр — барабани

## Музичні чарти

### ЧартиСША
Чотири пісні The Beatles разом з синглом «Can't Buy Me Love» піднімалися на першу позицію в американському хіт-параді Billboard Hot 100:
- Поки Billboard не почали використовувати SoundScan для своїх музичних чартів, пісні групи досягли найнеочікуваніших і найкращих результатів, переміщаючись з позиції #27 на позицію #1. Жоден інший сингл не знав такого успіху.
- «Can't Buy Me Love» досягнув позиції #1 (4 квітня 1964), увійшовши в «п'ятірку» хітів The Beatles, які в квітні 1964 займали 5 перших позицій в Billboard Hot 100. Пізніше, в цьому хіт-параді з'являться пісні: «Twist and Shout», «She Loves You», «I Want to Hold Your Hand» і «Please Please Me». Пісні жодного іншого музиканта чи групи ніколи займали 5 перших місць в цьому чарті одночасно. Всього у The Beatles було чотирнадцять пісень, що ввійшли в Billboard Hot 100.

### ЧартиВеликої Британії
«Can't Buy Me Love» став четвертим синглом The Beatles у Великій Британії, який досягнув позиції № 1 і третім синглом музикантів, який розійшовся накладом більше мільйона копій на території країни.

### В інших чартах
| Чарт                                      | Найвища позиція |
| ----------------------------------------- | --------------- |
| Belgian (Flanders) Singles                | 5               |
| Belgian (Flanders) Back Catalogue Singles | 28              |
| Belgian (Wallonia) Back Catalogue Singles | 5               |
| Dutch Mega Single Top 100                 | 1               |
| German Singles                            | 24              |
| Norwegian Singles                         | 3               |

## Альбоми, в котрі ввійшла пісня
- A Hard Day's Night (версії американської студії United Artists і версії британської студії Parlophone Records)
- Big Hits From England And The U.S.A (альбом-компіляція з записами музикантів, випущеними під лейблом Capitol Records в 1964 році)
- The Beatles’ Million Sellers (мініальбом, що вийшов наприкінці 1965 року)
- A Collection Of Beatles Oldies (мініальбом, випущений тільки для слухачів Великої Британії)
- Hey Jude (альбом-компіляція 1970 року, також відомий під назвою The Beatles Again)
- The Beatles 1962—1966 (подвійний диск 1973 року)
- Reel Music (збірник пісень, в котрий ввійшли пісні з кінофільмів за участю The Beatles)
- 20 Greatest Hits (альбом-компіляція 1982 року)
- 1 (альбом-компіляція, випущений в листопаді 2000 року)

## Кавер-версії
- 1964: Елвін та бурундуки, The Nutty Squirrels, The Eliminators, Елла Фіцджеральд, Джонні Ріверс, Джордж Мартін, The Supremes, Стенлі Таррентайн
- 1965: Дейв "Бейбі" Кортез, Генрі Манчіні, Пітер Селлерс
- 1966: Чет Аткінс, Каунт Бейсі
- 1967: Кеті Берберіан
- 1968: Філ Сімен, Елла Фіцджеральд
- 1973: Девід Клейтон-Томас
- 1978: Ширлі Скотт і Стенлі Террентайн
- 1981: Анні-Фрід Лінгстад
- 1988: The King's Singers
- 1989: Аллен Тусейнт
- 2005: Майкл Бубле, The String Quartet Tribute
- 2012: Big Time Rush

## Цікаві факти
- В СРСР цю пісню було використано в мультфільмі «Скамейка» (укр. «Лавочка») кіностудії «Союзмультфільм» .
- В фільмі Завжди кажи «Так» (англ. Yes Man) Карл Аллен (Джим Керрі) виконує фрагмент цієї пісні своїй подрузі Елісон (Зоуї Дешанел).
- Пісня «Can't Buy Me Love» стала 6-м синглом «The Beatles». На зворотній стороні вийшла композиція «You Can't Do That». Також, це був перший сингл «The Beatles», в якому звучав вокал всього одного виконавця.
- До моменту виходу «Can't Buy Me Love» The Beatles вже були феноменально популярними в усьому світі. Сингл з піснею миттєво досяг вершин всіх хіт-парадів. В США сингл вийшов дещо раніше, ніж у Великій Британії, і одразу ж став золотим: в перший тиждень кількість проданих копій досягла двох мільйонів.
- За радянської влади Валентин Зорін, політичний оглядяч центрального телебачення, використав «Can't Buy Me Love» як музичну заставку в циклі свої репортажних сюжетів про Сполучені Штати Америки.